# Seznam katastrálních území v okrese Blansko
Zde je uveden kompletní výčet katastrálních území okresu Blansko, včetně jejich rozlohy a evidenčních částí obcí, které na nich leží.

## Seznam katastrálních území
V okrese Blansko se nachází 175 katastrálních území, celková rozloha okresu činí 862,48 km².
| Název KÚ                   | Části obce                         | Obec                    | Výměra (v km²) |
| -------------------------- | ---------------------------------- | ----------------------- | -------------- |
| Adamov                     | Adamov                             | Adamov                  | 3,78           |
| Babolky                    | Babolky                            | Letovice                | 1,76           |
| Bačov                      | Bačov                              | Boskovice               | 1,73           |
| Bahna                      | Dolní Smržov                       | Letovice                | 1,02           |
| Bedřichov                  | Bedřichov                          | Bedřichov               | 6,28           |
| Benešov u Boskovic         | Benešov                            | Benešov                 | 13,63          |
| Bezděčí u Velkých Opatovic | Bezděčí                            | Velké Opatovice         | 2,54           |
| Blansko                    | Blansko                            | Blansko                 | 7,61           |
| Borotín u Boskovic         | Borotín                            | Borotín                 | 7,62           |
| Bořitov                    | Bořitov                            | Bořitov                 | 9,96           |
| Boskovice                  | Boskovice                          | Boskovice               | 16,64          |
| Brťov u Černé hory         | Brťov u Černé hory                 | Brťov-Jeneč             | 5,21           |
| Brťov u Velkých Opatovic   | Brťov u Velkých Opatovic           | Velké Opatovice         | 2,29           |
| Bukovina                   | Bukovina                           | Bukovina                | 2,73           |
| Bukovinka                  | Bukovinka                          | Bukovinka               | 8,48           |
| Býkovice                   | Býkovice                           | Býkovice                | 5,13           |
| Cetkovice                  | Cetkovice                          | Cetkovice               | 8,53           |
| Crhov u Olešnice           | Crhov                              | Crhov                   | 3,65           |
| Černá Hora                 | Černá Hora                         | Černá Hora              | 16,29          |
| Černovice u Kunštátu       | Černovice                          | Černovice               | 13,18          |
| Deštná                     | Deštná                             | Deštná                  | 2,26           |
| Dlouhá Lhota               | Dlouhá Lhota                       | Dlouhá Lhota            | 5,30           |
| Dolní Lhota                | Dolní Lhota                        | Blansko                 | 4,70           |
| Dolní Poříčí nad Křetínkou | Dolní Poříčí                       | Křetín                  | 1,35           |
| Dolní Smržov               | Dolní Smržov                       | Letovice                | 3,59           |
| Doubravice nad Svitavou    | Doubravice nad Svitavou            | Doubravice nad Svitavou | 8,93           |
| Drnovice                   | Drnovice                           | Drnovice                | 7,99           |
| Drválovice                 | Drválovice                         | Vanovice                | 4,84           |
| Habrůvka                   | Habrůvka                           | Habrůvka                | 9,95           |
| Hluboké u Kunštátu         | Hluboké u Kunštátu                 | Kunštát                 | 4,86           |
| Hodonín u Kunštátu         | Hodonín                            | Hodonín                 | 3,18           |
| Holešín                    | Holešín                            | Rájec-Jestřebí          | 3,08           |
| Holštejn                   | Holštejn                           | Holštejn                | 6,47           |
| Horní Lhota u Blanska      | Horní Lhota                        | Blansko                 | 4,71           |
| Horní Poříčí u Letovic     | Horní Poříčí                       | Horní Poříčí            | 5,06           |
| Horní Smržov               | Horní Smržov                       | Horní Smržov            | 3,91           |
| Hořice u Blanska           | Hořice                             | Blansko                 | 6,75           |
| Housko                     | Housko                             | Vysočany                | 6,99           |
| Hrádkov                    | Hrádkov                            | Boskovice               | 3,06           |
| Chlum u Letovic            | Chlum                              | Letovice                | 2,01           |
| Chrudichromy               | Chrudichromy                       | Chrudichromy            | 2,67           |
| Jabloňany                  | Jabloňany                          | Jabloňany               | 2,41           |
| Jasinov                    | Jasinov                            | Letovice                | 2,29           |
| Jedovnice                  | Jedovnice                          | Jedovnice               | 14,24          |
| Jeneč                      | Jeneč                              | Brťov-Jeneč             | 2,25           |
| Jestřebí                   | Jestřebí                           | Rájec-Jestřebí          | 3,32           |
| Karolín                    | Karolín                            | Rájec-Jestřebí          | 2,85           |
| Kladoruby                  | Kladoruby                          | Letovice                | 3,08           |
| Klemov                     | Doubravice nad Svitavou            | Doubravice nad Svitavou | 1,75           |
| Klepačov                   | Klepačov                           | Blansko                 | 2,37           |
| Klevetov                   | Klevetov                           | Letovice                | 0,51           |
| Kněževes                   | Jobova Lhota, Kněževes             | Kněževes                | 3,13           |
| Kněževísko                 | Kněževísko                         | Letovice                | 1,04           |
| Knínice u Boskovic         | Knínice                            | Knínice                 | 11,21          |
| Kochov                     | Kochov                             | Letovice                | 6,00           |
| Korbelova Lhota            | Korbelova Lhota                    | Velké Opatovice         | 2,13           |
| Kořenec                    | Kořenec                            | Kořenec                 | 8,11           |
| Kotvrdovice                | Kotvrdovice                        | Kotvrdovice             | 5,58           |
| Kozárov                    | Kozárov                            | Kozárov                 | 2,30           |
| Krasová                    | Krasová                            | Krasová                 | 4,07           |
| Krhov                      | Krhov                              | Krhov                   | 1,93           |
| Křetín                     | Křetín                             | Křetín                  | 4,60           |
| Křtěnov u Olešnice         | Křtěnov                            | Křtěnov                 | 2,81           |
| Křtiny                     | Křtiny                             | Křtiny                  | 11,18          |
| Kulířov                    | Kulířov                            | Kulířov                 | 3,41           |
| Kunčina Ves                | Kunčina Ves                        | Kunčina Ves             | 5,28           |
| Kunice                     | Kunice                             | Kunice                  | 3,73           |
| Kuničky                    | Kuničky                            | Kuničky                 | 4,29           |
| Kunštát na Moravě          | Kunštát                            | Kunštát                 | 7,71           |
| Lačnov u Lysic             | Lačnov                             | Štěchov                 | 0,61           |
| Lazinov                    | Lazinov                            | Lazinov                 | 3,86           |
| Lažánky u Blanska          | Lažánky                            | Blansko                 | 6,13           |
| Lažany                     | Lažany                             | Lažany                  | 2,60           |
| Letovice                   | Letovice                           | Letovice                | 7,78           |
| Lhota Rapotina             | Lhota Rapotina                     | Lhota Rapotina          | 6,18           |
| Lhota u Letovic            | Lhota                              | Letovice                | 0,75           |
| Lhota u Lysic              | Lhota u Lysic                      | Lhota u Lysic           | 3,98           |
| Lhota u Olešnice           | Lhota u Olešnice                   | Lhota u Olešnice        | 2,26           |
| Lipovec u Blanska          | Lipovec, Marianín                  | Lipovec                 | 11,55          |
| Lipůvka                    | Lipůvka                            | Lipůvka                 | 9,92           |
| Louka                      | Louka                              | Louka                   | 8,51           |
| Lubě                       | Lubě                               | Lubě                    | 3,53           |
| Ludíkov                    | Ludíkov                            | Ludíkov                 | 4,04           |
| Lysice                     | Lysice                             | Lysice                  | 10,76          |
| Makov                      | Makov                              | Makov                   | 2,54           |
| Malá Lhota                 | Malá Lhota                         | Malá Lhota              | 2,63           |
| Malá Roudka                | Malá Roudka                        | Malá Roudka             | 1,59           |
| Meziříčko u Letovic        | Meziříčko                          | Letovice                | 3,63           |
| Míchov u Boskovic          | Míchov                             | Míchov                  | 3,05           |
| Milonice u Lipůvky         | Milonice                           | Milonice                | 2,59           |
| Mladkov u Boskovic         | Mladkov                            | Boskovice               | 2,48           |
| Molenburk                  | Molenburk                          | Vysočany                | 5,10           |
| Němčice                    | Němčice                            | Němčice                 | 7,39           |
| Novičí                     | Novičí                             | Letovice                | 2,42           |
| Nýrov                      | Nýrov                              | Nýrov                   | 9,17           |
| Obora u Boskovic           | Obora                              | Obora                   | 4,25           |
| Okrouhlá u Boskovic        | Okrouhlá                           | Okrouhlá                | 6,69           |
| Olešná u Blanska           | Olešná                             | Blansko                 | 3,86           |
| Olešnice na Moravě         | Olešnice                           | Olešnice                | 12,52          |
| Olomučany                  | Olomučany                          | Olomučany               | 15,13          |
| Ořechov u Letovic          | Jasinov                            | Letovice                | 1,85           |
| Ostrov u Macochy           | Ostrov u Macochy                   | Ostrov u Macochy        | 8,82           |
| Pamětice na Moravě         | Pamětice                           | Pamětice                | 3,50           |
| Petrov                     | Petrov                             | Petrov                  | 3,16           |
| Petrovice u Blanska        | Petrovice                          | Petrovice               | 5,00           |
| Podolí u Míchova           | Podolí                             | Letovice                | 1,92           |
| Prostřední Poříčí          | Prostřední Poříčí                  | Prostřední Poříčí       | 4,88           |
| Rájec nad Svitavou         | Rájec                              | Rájec-Jestřebí          | 6,42           |
| Ráječko                    | Ráječko                            | Ráječko                 | 5,01           |
| Roubanina                  | Roubanina                          | Roubanina               | 2,69           |
| Rozseč nad Kunštátem       | Rozseč nad Kunštátem               | Rozseč nad Kunštátem    | 6,13           |
| Rozsíčka                   | Rozsíčka                           | Rozsíčka                | 4,02           |
| Rudice u Blanska           | Rudice                             | Rudice                  | 4,96           |
| Rudka u Kunštátu           | Rudka                              | Kunštát                 | 2,57           |
| Rumberk                    | Rumberk                            | Deštná                  | 1,03           |
| Sasina                     | Sasina                             | Svitávka                | 0,83           |
| Sebranice u Boskovic       | Sebranice                          | Sebranice               | 8,04           |
| Senetářov                  | Senetářov                          | Senetářov               | 13,85          |
| Skalice nad Svitavou       | Skalice nad Svitavou               | Skalice nad Svitavou    | 3,00           |
| Skočova Lhota              | Skočova Lhota                      | Malá Roudka             | 2,27           |
| Skrchov                    | Skrchov                            | Skrchov                 | 2,12           |
| Skřib                      | Skřib                              | Stvolová                | 0,51           |
| Slatinka                   | Slatinka                           | Letovice                | 1,66           |
| Sloup v Moravském krasu    | Sloup                              | Sloup                   | 7,65           |
| Spešov                     | Spešov                             | Spešov                  | 3,31           |
| Stvolová                   | Stvolová                           | Stvolová                | 0,96           |
| Sudice u Boskovic          | Sudice                             | Sudice                  | 5,39           |
| Suchdol v Moravském krasu  | Nové Dvory, Suchdol, Punkevní žleb | Vavřinec                | 5,29           |
| Suchý                      | Suchý                              | Suchý                   | 3,79           |
| Sulíkov                    | Sulíkov                            | Sulíkov                 | 2,31           |
| Svárov u Velkých Opatovic  | Svárov                             | Velké Opatovice         | 2,45           |
| Svatá Kateřina             | Svatá Kateřina                     | Šebrov-Kateřina         | 2,23           |
| Světlá u Šebetova          | Světlá                             | Světlá                  | 2,23           |
| Svinošice                  | Svinošice                          | Svinošice               | 7,33           |
| Svitávka                   | Svitávka                           | Svitávka                | 7,43           |
| Sychotín                   | Sychotín                           | Kunštát                 | 3,93           |
| Šebetov                    | Šebetov                            | Šebetov                 | 9,44           |
| Šebrov                     | Šebrov                             | Šebrov-Kateřina         | 8,06           |
| Šošůvka                    | Šošůvka                            | Šošůvka                 | 5,12           |
| Štěchov                    | Štěchov                            | Štěchov                 | 1,07           |
| Tasovice                   | Tasovice                           | Tasovice                | 3,27           |
| Těchov                     | Obůrka, Těchov                     | Blansko                 | 8,84           |
| Touboř                     | Touboř                             | Kunštát                 | 2,54           |
| Trávník u Kladorub         | Kladoruby                          | Letovice                | 1,86           |
| Třebětín u Letovic         | Třebětín                           | Letovice                | 4,85           |
| Uhřice u Boskovic          | Uhřice                             | Uhřice                  | 6,56           |
| Újezd u Boskovic           | Újezd u Boskovic                   | Újezd u Boskovic        | 12,78          |
| Újezd u Černé Hory         | Újezd u Černé Hory                 | Újezd u Černé Hory      | 4,50           |
| Újezd u Kunštátu           | Újezd                              | Kunštát                 | 2,60           |
| Úsobrno                    | Úsobrno                            | Úsobrno                 | 7,81           |
| Ústup                      | Ústup                              | Ústup                   | 2,65           |
| Valchov                    | Valchov                            | Valchov                 | 3,72           |
| Vanovice                   | Vanovice                           | Vanovice                | 7,31           |
| Vavřinec na Moravě         | Vavřinec                           | Vavřinec                | 2,95           |
| Vážany u Boskovic          | Vážany                             | Vážany                  | 4,84           |
| Velenov                    | Velenov                            | Velenov                 | 7,51           |
| Velká Roudka               | Velká Roudka                       | Velké Opatovice         | 3,42           |
| Velké Opatovice            | Velké Opatovice                    | Velké Opatovice         | 13,10          |
| Veselice na Moravě         | Veselice                           | Vavřinec                | 3,96           |
| Veselka u Olešnice         | Veselka                            | Kněževes                | 2,07           |
| Vilémovice u Macochy       | Vilémovice                         | Vilémovice              | 5,24           |
| Vísky u Letovic            | Vísky                              | Vísky                   | 3,78           |
| Vlkov u Letovic            | Vlkov                              | Stvolová                | 2,28           |
| Voděrady u Kunštátu        | Voděrady                           | Voděrady                | 4,44           |
| Vranová u Letovic          | Vranová                            | Vranová                 | 3,90           |
| Vratíkov                   | Vratíkov                           | Boskovice               | 3,91           |
| Vřesice                    | Vřesice                            | Sulíkov                 | 1,41           |
| Zábludov                   | Zábludov                           | Letovice                | 1,67           |
| Závist                     | Závist                             | Závist                  | 0,42           |
| Zboněk                     | Zboněk                             | Letovice                | 1,33           |
| Zbraslavec                 | Zbraslavec                         | Zbraslavec              | 2,62           |
| Žďár u Blanska             | Žďár                               | Žďár                    | 5,09           |
| Žďárná                     | Žďárná                             | Žďárná                  | 10,38          |
| Žernovník u Černé Hory     | Žernovník                          | Žernovník               | 2,87           |
| Žerůtky                    | Žerůtky                            | Žerůtky                 | 2,97           |
| Celková výměra (v km²)     | Celková výměra (v km²)             | Celková výměra (v km²)  | 862,48         |

## Zrušená katastrální území
V této tabulce jsou uvedena katastrální území na území dnešního okresu Blansko, která byla v minulosti zrušena.
| Název KÚ                  | Sídla           | Současná obec | Rok zrušení | Začleněno do KÚ |
| ------------------------- | --------------- | ------------- | ----------- | --------------- |
| Boskovice Dolní předměstí | Dolní Předměstí | Boskovice     | 1953        | Boskovice       |
| Boskovice Horní předměstí | Horní Předměstí | Boskovice     | 1953        | Boskovice       |
| Boskovice Židovské město  | židovská čtvrť  | Boskovice     | 1953        | Boskovice       |